# Helga Thomas (Schauspielerin)
Helga Thomas, bürgerlich Helga Amalia Sandell (* 8. Juli 1891 in Skog (Ångermanland); † 6. Juli 1988 in Stockholm) war eine schwedische Schauspielerin.

## Leben
Helga Thomas begann ihre künstlerische Laufbahn in Stockholm am dortigen Intima Theater. Von 1916 bis 1921 war sie am Göteborger Nya Theater engagiert, daneben zeitweise Mitglied einer Wandertruppe.  Ihre filmische Karriere beschränkte sich auf die Jahre des Stummfilms, zwischen 1923 und 1930 war sie in verschiedenen deutschen Produktionen auf der Leinwand zu sehen.
Das Aufkommen des Tonfilms bewog Thomas, ihre Karriere zu beenden und sich ins Privatleben zurückzuziehen. Sie war zweimal verheiratet und verstarb zwei Tage vor Vollendung ihres 97. Lebensjahres in der schwedischen Hauptstadt Stockholm.

## Filmografie
- 1923: Ein Glas Wasser
- 1923: Nora
- 1923: Der zweite Schuß
- 1923: Der verlorene Schuh
- 1924: Rosenmontag
- 1926: Der Wilderer
- 1926: Der Mann im Feuer
- 1926: Das Lebenslied
- 1927: Die glühende Gasse
- 1927: Richthofen, der rote Ritter der Luft
- 1927: Deutsche Frauen – Deutsche Treue
- 1927: Ein Tag der Rosen im August … da hat die Garde fortgemußt
- 1927: Das Mädchen aus Frisco
- 1928: Ledige Mütter
- 1928: Die Sünderin
- 1928: Zwei höllische Tage
- 1928: Quartier Latin
- 1929: Morgenröte
- 1929: Hütet Euch vor leichten Frauen
- 1930: Das heilige Schweigen